# Schweizerischer Friedensrat
Der Schweizerische Friedensrat engagiert sich für friedenspolitische Initiativen, für die Beteiligung an den Friedensbemühungen der Vereinten Nationen UNO, für einen gerechten Umgang mit den Ländern des Südens und für eine soziale Innen- und eine solidarische Aussenpolitik.

## Geschichte
Der Schweizerische Friedensrat wurde im Dezember 1945 gegründet als Dachverband pazifistisch ausgerichteter schweizerischer Organisationen, die sich für eine politische Öffnung der Schweiz nach dem Zweiten Weltkrieg einsetzten. Er setzte sich für die Europäische Einigung und den Beitritt des Landes zur UNO ein und bearbeitete eigene friedenspolitische Themen.
Der Schweizerische Friedensrat ging hervor aus Initiativen des religiös-sozialistischen Theologen Leonhard Ragaz und seiner Frau Clara Ragaz. Der Sitz befindet sich im ehemaligen Wohnhaus der Familie Ragaz in Zürich.

## Aktivitäten
Jahrzehntelang kämpfte der Friedensrat für die Einführung eines Zivildienstes für Militärdienstverweigerer. In den 1960er-Jahren demonstrierte er mit den Ostermärschen gegen die atomare Aufrüstung der Schweiz, in den 1970ern gegen den Vietnamkrieg.
Besonders stark engagierte sich der Friedensrat für die Waffenausfuhrverbotsinitiative 1972 und weitere Einschränkungen des Waffenhandels. In den 1980er-Jahren stand der Kampf gegen die NATO-Mittelstreckenraketen in Europa im Vordergrund. Er kritisierte die schweizerische Gesamtverteidigungsideologie und den totalen Zivilschutz und engagierte sich gegen die Waffenplätze in Rothenthurm SZ und Neuchlen-Anschwilen.
Heute engagiert sich der Friedensrat verstärkt in der Friedens- und Menschenrechtsbildung, unterstützt das System der kollektiven Sicherheit der UNO und betreut die schweizerische Kampagne gegen Kleinwaffen. Er nimmt laufend Stellung zur aktuellen Debatte um die Neuausrichtung der Schweizer Armee.
Er ist Herausgeber der vierteljährlich erscheinenden Friedenszeitung FriZ und weiteren Publikationen.